# Oneirodes posti
Oneirodes posti är en fiskart som beskrevs av Erik Bertelsen och Grobecker, 1980. Oneirodes posti ingår i släktet Oneirodes och familjen Oneirodidae. Inga underarter finns listade i Catalogue of Life.